# Театр Шиллера
Театр Шиллера (нем. Schillertheater) — театр в Берлине, расположенный в районе Шарлоттенбург. Открыт в 1907 году, во время войны полностью разрушен. Восстановлен в 1951 году. В 1993 году закрыт из-за финансовых проблем. С 2010 года является временной сценой Берлинской государственной оперы. Вмещает более 1000 зрителей (число мест изменялось в ходе реконструкций театра).

## История
Построен в 1906 году по проекту мюнхенского театрального архитектора Макса Литтманна по заказу Schiller-Theater AG и города Шарлоттенбург. В 1920 году, после объединения Шарлоттенбурга с Берлином, стал второй сценой Прусского государственного театра. В мае 1933 года был переименован в Молодёжный театр, но уже в декабре того же года перешёл во владение города Берлина. С 1937 по 1938 год Паулем Баумгартнером была проведена глубокая реконструкция театра. C 1938 года художественным руководителем театра был Вильгельм Френгер.
Во время Второй мировой войны неоднократно подвергался бомбардировке. 29 ноября 1943 года был полностью разрушен. Восстановление театра произошло в 1951 году по проекту архитекторов Хайнца Фёлькера и Рольфа Гросса. При строительстве были частично использованы руины прежнего здания. Для фасада нового здания художник Людвиг Петер Ковальски создал огромный стеклянный витраж, а 28-метровый барельеф изготовил Бернард Хайлигер.
В 1993 году из-за тяжёлого финансового положения театр решением Сената Берлина был закрыт, а его сотрудники уволены. Закрытие одной из крупнейших немецких сцен вызвало протесты, а за его инициатором Ульрихом Ролоффом-Момином закрепило прозвище «убийца Шиллера». В 2000 году сцену театра использовал Maxim-Gorki-Theater. В 2010 году на время реставрации главного здания сюда переехала Берлинская государственная опера.

## Значимые постановки
1 января 1907 года театр открылся драмой Фридриха Шиллера «Разбойники».
6 сентября 1951 года восстановленный театр открылся пьесой Шиллера «Вильгельм Телль».
В театре прошли премьерные показы следующих произведений:
- 5 мая 1953 года — Макс Фриш. «Дон Жуан, или Любовь к геометрии»;
- 23 сентября 1962 года — Мартин Вальзер. «Дуб и Ангора»;
- 29 апреля 1964 года — Петер Вайс. «Преследование и убийство Жан-Поля Марата, представленное актёрской труппой госпиталя в Шарантоне под руководством господина де Сада»;
- 15 января 1966 года — Гюнтер Грасс. Die Plebejer proben den Aufstand;
- 14 февраля 1969 года — Гюнтер Грасс. Davor;
- 10 января 1971 года — Конор Круз О’Брайен. «Убийственные ангелы»;
- 28 февраля 1986 года — Томас Бернхард. Einfach kompliziert;
- 29 августа 1987 года — Павел Когоут. Patt;
- 5 ноября 1989 года — Томас Бернхард. «Елизавета II»;
- 11 марта 1992 года — Фолькер Браун. Böhmen am Meer.

Последним спектаклем театра стала премьера пьесы Колин Серро Weißalles und Dickedumm.